# Walfrid Ekman
Vagn Walfrid Ekman, född 3 maj 1874 i Stockholm, död 9 mars 1954 i Gostad, svensk fysiker och oceanograf. Han är framför allt känd för att ha kommit på teorierna om hur samspelet mellan vind och en motgående havsström ger upphov till en spiral i vattnet. Denna teori kallas Ekmanspiral. Han var far till Solvig (1903), Aslög (1905), Sara-Brita (1907), Helga (1910) och Erna Ekman (1913) och svärfar till Bengt Hjelmqvist.

## Föräldrar och ungdom
Vagn Walfrid Ekman till hörde handelssläkten Ekman från Göteborg. Han var son till hydrografen Fredrik Laurentz Ekman och Cecilia Augusta, född Koch. Hans mormor tillhörde göteborgssläkten Fröding. Han blev student vid Uppsala universitet 1893, där han blev filosofie kandidat 1896, filosofie licentiat 1899 och filosofie doktor 1902 på avhandlingen Om jordrotationens inverkan på vindströmmar i hafvet.

## Karriär
Ekman var 1902–1908 förste assistent vid Internationella havsforskningslaboratoriet i Kristiania och konstruerade där utrustning för havsforskning och studerade bland annat dödvattensfenomenet (On dead water, i "The Norwegian northpolar expedition 1893–1896. Scientific results, 15", 1904). År 1909 blev han docent och 1910–1939 var han professor i mekanik och matematisk fysik vid Lunds universitet (emeritus 1939). Bland hans arbeten kan ytterligare nämnas en stor lärobok, Mekanik (1919), och den uppmärksammade uppsatsen Hafsströmmarnas dynamiska problem (i "Kosmos", 1922).

## Utmärkelser
Han valdes in som ledamot av Fysiografiska Sällskapet i Lund 1910, av Vetenskaps- och Vitterhetssamhället i Göteborg 1931, av Kungliga Vetenskapsakademien 1935, av Det Norske Videnskaps-Akademi 1935 samt av Svenska nationalkommittén för fysik 1935. Ekman blev kommendör av andra klassen av Nordstjärneorden den 22 november 1935 samt riddare av första klassen av Norska S:t Olafsorden.
Walfrid Ekman är begravd på Nydala kyrkogård.